# شيت سو مو
شيت سو مو (بالبورمية: ချစ်ဆုမိုး)‏ هو لاعب كرة قدم ميانماري في مركز الوسط، ولد في 4 ديسمبر 1994 في ميانمار. شارك مع منتخب ميانمار تحت 23 سنة لكرة القدم ومنتخب ميانمار لكرة القدم. أما مع النوادي، فقد لعب مع Chin United F.C. ‏.

## وصلات خارجية
- شيت سو مو على موقع قاعدة بيانات كرة القدم.إي يو (الإنجليزية)
- شيت سو مو على موقع Soccerway.com (الإنجليزية)